# Pierre Souyri
Ne doit pas être confondu avec Pierre Brune ou Pierre François Souyri.
Pierre Souyri, né le 10 mars 1925 à Saint-Hippolyte et mort le 14 juillet 1979 à Saint-Mamet-la-Salvetat,, est un résistant du mouvement Francs-tireurs et partisans et militant du Parti communiste français de 1942 à 1944.
Après la guerre, il fait brièvement partie du Parti communiste internationaliste (trotskiste), puis du Rassemblement démocratique révolutionnaire en 1948. À partir de 1952, il participe à la revue Socialisme ou barbarie, où il se spécialise dans l'étude de la Chine, signant ses articles sous le pseudonyme de Pierre Brune.

## Biographie
Il démissionne du PCF à la fin d'août 1944. « Le défi lancé par le stalinisme à la vérité et à la liberté l'avait frappé de plein fouet ». 
Après la guerre, Pierre Souyri fait brièvement partie du Parti communiste internationaliste (trotskiste), puis de l'éphémère Rassemblement démocratique révolutionnaire en 1948. 
Nommé professeur en Algérie en septembre 1949, il y rencontre Jean-François Lyotard et en devient l'ami.
À partir de 1952, il participe à la revue Socialisme ou barbarie, où il se spécialise dans l'étude de la Chine. Il y signe ses articles sous le nom de « Pierre Brune ».
En 1963, alors que Socialisme ou barbarie s'éloigne du marxisme, il prend part à la scission qui aboutit à la création de l'organisation Pouvoir ouvrier, laquelle disparaît à son tour en 1969. 
Outre ses nombreux travaux sur la Chine, dont son livre publié à titre posthume et « salué par un épais silence », il poursuit son analyse de « la dynamique du capitalisme au XXe siècle », laissant sur cette question un ouvrage également posthume achevé et édité par son fils, sa veuve et Marc Ferro.
Il a donné de nombreux articles et comptes rendus dans les années 1970 à la revue Annales (Economie, Sociétés, Civilisations).
Il est qualifié de « marxiste anti-staliniste » par le journaliste américain Adam Schatz.
Son fils, Pierre François Souyri, est un éminent historien spécialiste du Japon.

## Publications

### Livres
- Le Marxisme après Marx, Paris, Flammarion, coll. « Question d'Histoire », 1970, 121 pages; réédition avec une préface de Pierre-François Souyri et une postface « Les courants hétérodoxes du marxisme » par Jean-Christophe Brault et Mylène Gaulard, Toulouse, Smolny, 2020, 176 pages.
- Révolution et Contre-Révolution en Chine : des origines à 1949, C. Bourgois, 1982,  (ISBN 2267003139 et 9782267003130), 444 pages.
- La Dynamique du capitalisme au XXe siècle, Paris, Payot, 1983, 270 pages.
- Luttes de classes en Chine maoïste (1949-1967), avant-propos de Pierre-François Souyri, préface de Mylène Gaulard, Toulouse, Smolny, 2025, 256 pages.

### Articles
- (sous le pseudo Pierre Brune) « La classe ouvrière chinoise face à l'exploitation bureaucratique, extrait de La lutte des classes en Chine bureaucratique », dans Socialisme ou barbarie, N° 24, mai-juin 1958, pp. 35-103
- (sous le pseudo Pierre Brune) « La Chine à l'heure de la perfection totalitaire », dans Socialisme ou barbarie, No 29, 1959/60, pp. 59-90

### Compte rendu
- « La « Révolution culturelle » ou le serpent qui se mord la queue », compte rendu de Les Habits neufs du président Mao par Simon Leys, in Annales, Économie, Sociétés, Civilisations, 1973, vol. 28, No 4, p. 923-931

## Sources
- Marxists Internet Archive
- Jean-François Lyotard, Pierre Souyri, « Le marxisme qui n'a pas fini », Esprit, janvier 1982.